# Ordine di battaglia sul crinale di Vimy

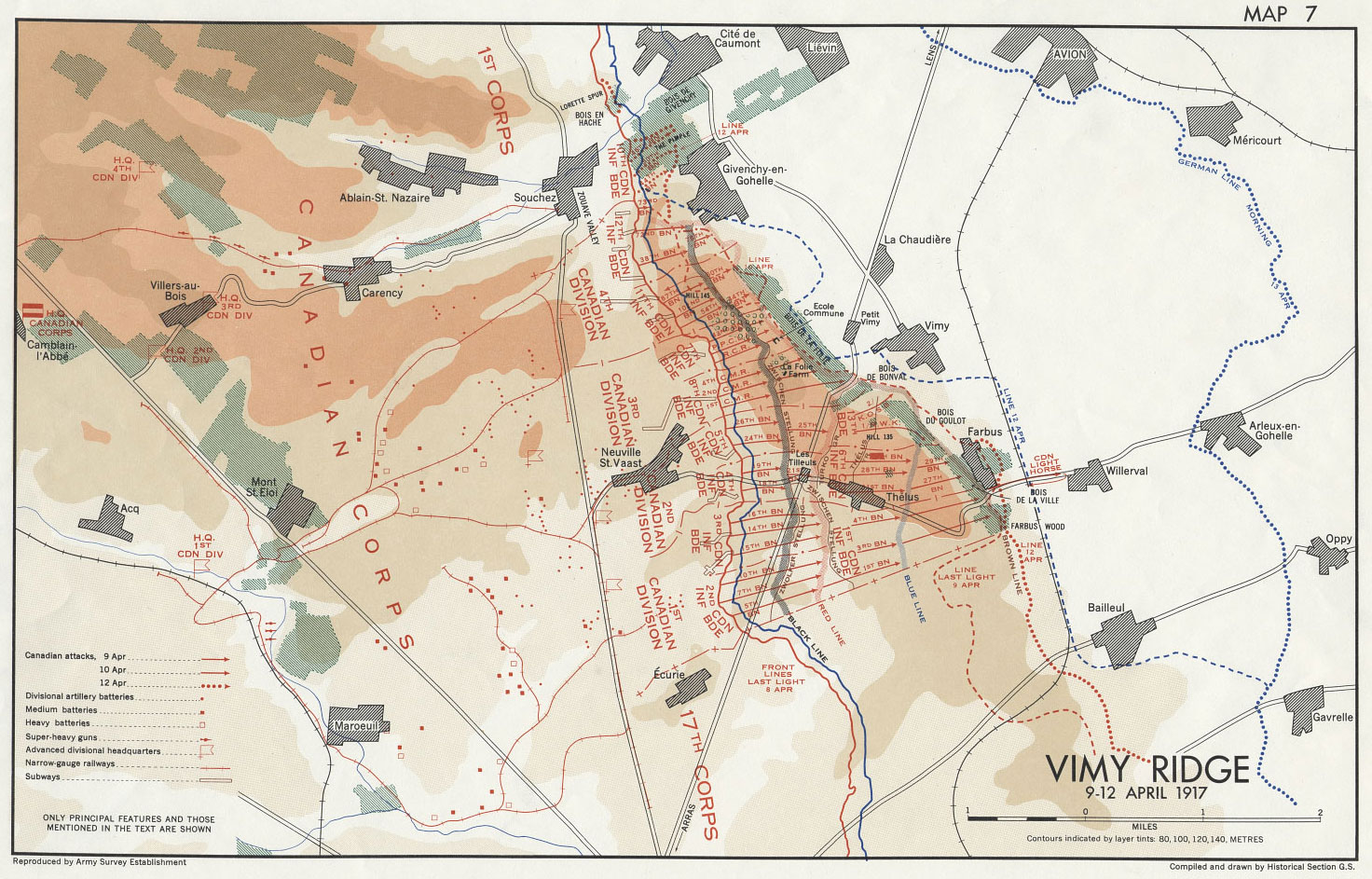
Ordine di battaglia canadese

La Battaglia del crinale di Vimy fu uno scontro tra le forze franco-canadesi e quelle tedesche nell'ambito della più vasta offensiva di Arras del 1917, nella regione Nord-Pas-de-Calais nel nord della Francia, durante la prima guerra mondiale. L'obbiettivo della battaglia fu quello di prendere il controllo del crinale che controllava la parte nord di Arras, ormai da anni in mano tedesca.
Le perdite per entrambe le parti, riconducibili a circa 10.602 perdite totali, di cui 3.598 morti e 7.004 feriti. per il Corpo canadese, mentre cifre sconosciute per la 6ª Armata tedesca di cui si conoscono solo circa 4.000 prigionieri.
A fronteggiare il Corpo canadese fu la 6. Armee comandata dal generale Ludwig von Falkenhausen al comando di 20 divisioni (più le riserve) responsabile del settore di Cambrai–Lille. Il crinale era difeso principalmente dal I Bavarian Reserve Corps comandato dal generale di fanteria Karl Ritter von Fasbender. e dal VIII Reserve Corps del generale Georg Karl Wichura.